# FEBRUARY & HEAVENLY
『FEBRUARY & HEAVENLY』（フェブラリー・アンド・ヘブンリー）は、the brilliant greenのボーカル、川瀬智子のソロプロジェクト「Tommy february6」と「Tommy heavenly6」のアルバム。

## 概要
- 今作は、ソロプロジェクト初となる「Tommy february6」と「Tommy heavenly6」の同時クレジットでのアルバム。
- 初回限定盤と通常盤に分かれ、初回限定盤は豪華デジパック仕様・Tommy february6の楽曲を収録したCD・Tommy heavenly6の楽曲を収録したCD・PVを収録したDVD付きの3枚組、通常盤は1枚に両方の楽曲が収録されており、初回プレス分のみスリーブケース仕様となっている。

## 収録曲

### DISC 1
february6 side
作詞：Tommy february6、作曲・編曲：MALIBU CONVERTIBLE、歌：Tommy february6
1. HOT CHOCOLAT
2. GIMME GIMME GIMME
  - 宝島社「sweet」CMソング。
3. I'M YOUR ANGEL
4. MY FUTURE BOY
5. LAST SLOW DANCE
6. GOOD NIGHT MY SWEET DAY
7. I HOLD YOUR NIGHT
  - フジテレビ系全国ネット金曜プレステージ特別企画「アゲハ 女性秘匿捜査官・原麻希」主題歌。

### DISC 2
heavenly6 side
作詞：Tommy heavenly6、作曲・編曲：Mark and John、歌：Tommy heavenly6
1. CALL ME PRINCESS
2. HATE YOUR LIES
3. I'M YOUR DEVIL -SHORT-
  - 配信限定シングル、但し初期に配信されていたものとはボーカルテイク含め若干違うものとなっている。
  - 学校法人モード学園（名古屋モード学園、東京モード学園、大阪モード学園）CMソング
4. YOU HURT ME
5. monochrome rainbow
  - 10thシングル。
  - アニメ「バクマン。」第2期エンディング・テーマ。
6. DARK DARK SKY
7. I'M YOUR DEVIL -HALLOWEEN REMIX-
  - シングル「monochrome rainbow」カップリング曲。

### 初回限定盤DVD
PV
1. HOT CHOCOLAT
2. monochrome rainbow
3. I'M YOUR DEVIL -HALLOWEEN REMIX-

## 演奏
- 波多江健：ドラムス (HEAVENLY #6)
- 小西昭次郎：ドラムス (HEAVENLY #3.7)